# Liste der denkmalgeschützten Objekte in Heimschuh
Die Liste der denkmalgeschützten Objekte in Heimschuh enthält die denkmalgeschützten, unbeweglichen Objekte der Gemeinde Heimschuh im steirischen Bezirk Leibnitz.

## Denkmäler
| Foto |                 | Denkmal                                                                  | Standort                                         | Beschreibung | Metadaten |
| ---- | --------------- | ------------------------------------------------------------------------ | ------------------------------------------------ | --- | --- |
| ja   | Datei hochladen | Kath. Pfarrkirche hl. Sigismund HERIS-ID: 51523 Objekt-ID: 57193         | Am Schutzengelberg 7 Standort KG: Heimschuh      | Die Pfarrkirche erfuhr in der Barockzeit eine Neugestaltung, die Teile romanischer und gotischer Vorgängerbauten einbezog. So ist ein spätgotisches Südportal erhalten, und der Westturm ist mit 1496 bezeichnet. Die Inneneinrichtung ist vorwiegend neugotisch. | BDA-Hist.: Q38045676 Status: § 2a Stand der BDA-Liste: 2025-06-30 Name: Kath. Pfarrkirche hl. Sigismund GstNr.: 860 Kath. Pfarrkirche hl. Sigismund (Heimschuh)                                                    |
| ja   | Datei hochladen | Flur-/Wegkapelle HERIS-ID: 68960 Objekt-ID: 81998                        | Standort KG: Muggenau                            | | BDA-Hist.: Q38121060 Status: § 2a Stand der BDA-Liste: 2025-06-30 Name: Flur-/Wegkapelle GstNr.: .72 |
| ja   | Datei hochladen | Prähistorische Höhensiedlung Königsberg HERIS-ID: 57447 Objekt-ID: 67510 | Königsberg Standort KG: Nestelberg bei Heimschuh | | BDA-Hist.: Q38076523 Status: Bescheid Stand der BDA-Liste: 2025-06-30 Name: Prähistorische Höhensiedlung Königsberg GstNr.: 8/14, 110, 112/1, 112/2, 113, 115, 117, 118, 130/2, 132, 133, 136, 8/13, 94, 8/1, 39/1 |